# Svetovno prvenstvo v biatlonu 1999
Svetovno prvenstvo v biatlonu 1999 je sedemintrideseto svetovno prvenstvo v biatlonu, ki je potekalo med 5. februarjem in 13. marcem 1999 v Kontiolahtiju, Finska, in Oslu, Norveška, v petih disciplinah za moške in ženske. Prvič sta potekali tekmi s skupinskim štartom namesto ekipnih tekem. Zaradi neugodnih vremenskih razmer sta posamični tekmi in tekmi s skupinskim štartom potekali v Oslu.

## Dobitniki medalj

### Moški
| Disciplina | Zlato                                                                       | Zlato     | Srebro                                                                       | Srebro    | Bron                                                                                 | Bron      |
| 10 km      | Frank Luck                                                                  | 28:05,6   | Patrick Favre                                                                | 28:27,6   | Frode Andresen                                                                       | 28:46,4   |
| 12,5 km    | Ricco Groß                                                                  | 35:37,8   | Frank Luck                                                                   | 36:05,0   | Sven Fischer                                                                         | 35:18,7   |
| 15 km      | Sven Fischer                                                                | 39:39,9   | Vladimir Dračov                                                              | 39:49,8   | Ole Einar Bjørndalen                                                                 | 39:57,3   |
| 20 km      | Sven Fischer                                                                | 53:53,2   | Ricco Groß                                                                   | 54:01,9   | Vadim Sašurin                                                                        | 54:30,5   |
| 4 x 7,5 km | Belorusija · Oleksij Ajdarov · Peter Ivaško · Vadim Sašurin · Oleg Riženkov | 1:23:19,3 | Rusija · Viktor Majgurov · Vladimir Dračov · Sergej Rožkov · Pavel Rostovcev | 1:23:42,4 | Norveška · Halvard Hanevold · Dag Bjørndalen · Frode Andresen · Ole Einar Bjørndalen | 1:23:56,3 |

### Ženske
| Disciplina | Zlato                                                                             | Zlato     | Srebro                                                                     | Srebro    | Bron                                                                                      | Bron      |
| 7,5 km     | Martina Zellner                                                                   | 26:59,9   | Magdalena Forsberg                                                         | 27:04,4   | Olena Zubrilova                                                                           | 27:08,2   |
| 10 km      | Olena Zubrilova                                                                   | 32:17,5   | Martina Halinárová                                                         | 33:19,5   | Martina Zellner                                                                           | 33:25,1   |
| 12,5 km    | Olena Zubrilova                                                                   | 40:08,2   | Olena Petrova                                                              | 40:11,3   | Magdalena Forsberg                                                                        | 40:16,9   |
| 15 km      | Olena Zubrilova                                                                   | 43:28,1   | Corinne Niogret                                                            | 45:32,0   | Albina Ahatova                                                                            | 46:41,7   |
| 4 x 7,5 km | Nemčija · Uschi Disl · Simone Greiner-Petter-Memm · Katrin Apel · Martina Zellner | 1:36:56,0 | Rusija · Nadežda Talanova · Galina Kukleva · Olga Romasko · Albina Ahatova | 1:37:34,7 | Francija · Delphyne Heymann-Burlet · Florence Baverel · Christelle Gros · Corinne Niogret | 1:37:42,9 |

## Medalje po državah
| Poz | Država     | Zlato | Srebro | Bron | Skupaj |
| 1   | Nemčija    | 6     | 2      | 2    | 10     |
| 2   | Ukrajina   | 3     | 1      | 1    | 5      |
| 3   | Belorusija | 1     | 0      | 1    | 2      |
| 4   | Rusija     | 0     | 3      | 1    | 4      |
| 5   | Francija   | 0     | 1      | 1    | 2      |
| 5   | Švedska    | 0     | 1      | 1    | 2      |
| 7   | Italija    | 0     | 1      | 0    | 1      |
| 7   | Slovaška   | 0     | 1      | 0    | 1      |
| 9   | Norveška   | 0     | 0      | 3    | 3      |